# Mindre flugsnappare
Mindre flugsnappare (Ficedula parva) är en liten fågel i familjen flugsnappare. Den häckar i centrala och östra Europa. Vintertid flyttar den mot sydost till Indien. Arten ökar i antal och beståndet anses vara livskraftigt.

## Utseende, fältkännetecken och läte
Den adulta mindre flugsnapparen är stor som en gransångare och mäter 11–12 cm. Den uppträder rastlöst och rör sig kvickt i lövverket, vilket skiljer den från flera av de andra arterna i samma släkte. Den har en tydlig vit orbitalring, och en liten mörk näbb med rosabrun bas på undernäbben. Sittande knycker fågeln ofta på stjärten. I flykten kan man se vita sidor basalt på den svarta stjärten, ungefär som hos en stenskvätta. 
Den adulta hanen har orangeröd strupe, med diffus gräns mot sitt beigevita bröst och undersida. Strupen är skarpt avgränsad av blygrå halssidor, den har också samma ton på huvudet och nacken. Honan är ungefär tecknad som hanen, men saknar tegelröd strupe och blygrå färg på huvud och nacke. Icke-häckande hanar, honor och juveniler har olivbrunt huvud och saknar det tegelröda bröstet, men hanar i andra årets sommardräkt har ibland en liten orange strupfläck.

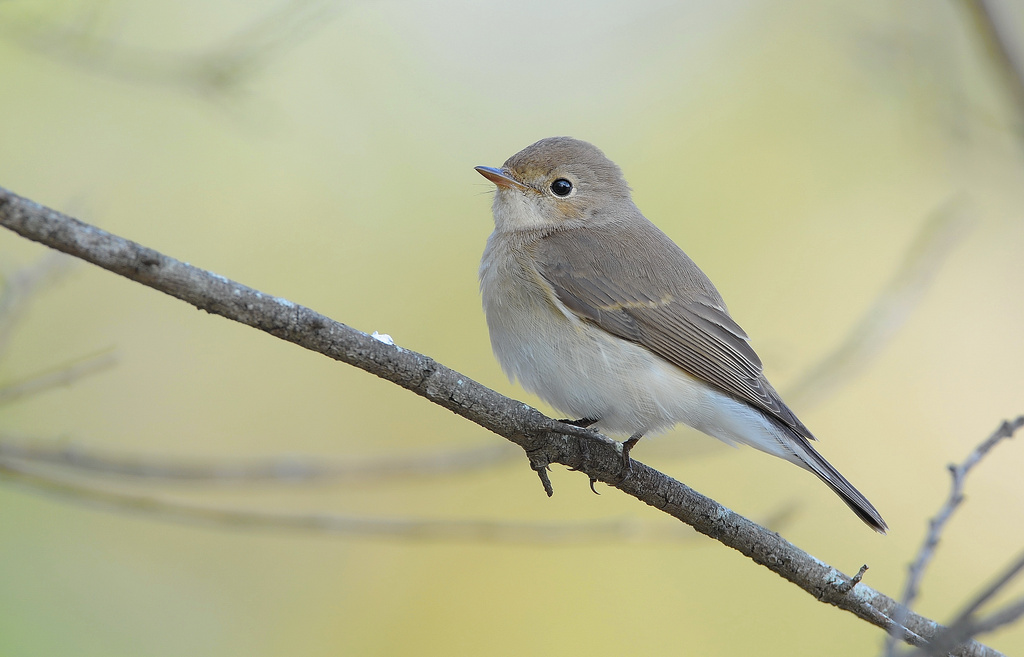
Honfärgad mindre flugsnappare.

Den påminner mycket om tajgaflugsnapparen (som tidigare behandlades som en del av mindre flugsnappare, se nedan), men hos den adulta hanen av denna art är den röda strupen helt omgärdad av blygrått och dess hjässa har samma olivbruna ton som ryggen. I alla dräkter skiljer den mindre flugsnappare ifrån tajgaflugsnappare på den rosabruna basen på undernäbben och på att de övre stjärttäckarna är ljusare än stjärtpennorna. I övrigt skiljs arterna främst på sången.

### Läte
Den mindre flugsnapparen är talför och har många typer av läten på sin repertoar. På flyttningen hörs en kort, dämpad torr drill, serrrt. Oroslätet utgörs av en mjuk och kort tvåstavig vissling som kan bokstaveras dily. Sången består av först korta, spretiga toner följda av några mycket rytmiska toner i en mjuk båge.

## Utbredning och systematik
Mindre flugsnappare häckar i centrala och östra Europa österut till södra Uralbergen i Ryssland. Den är en flyttfågel som har sina vinterkvarter i Indien och Pakistan. Vissa övervintrar på sydöstra Arabiska halvön.

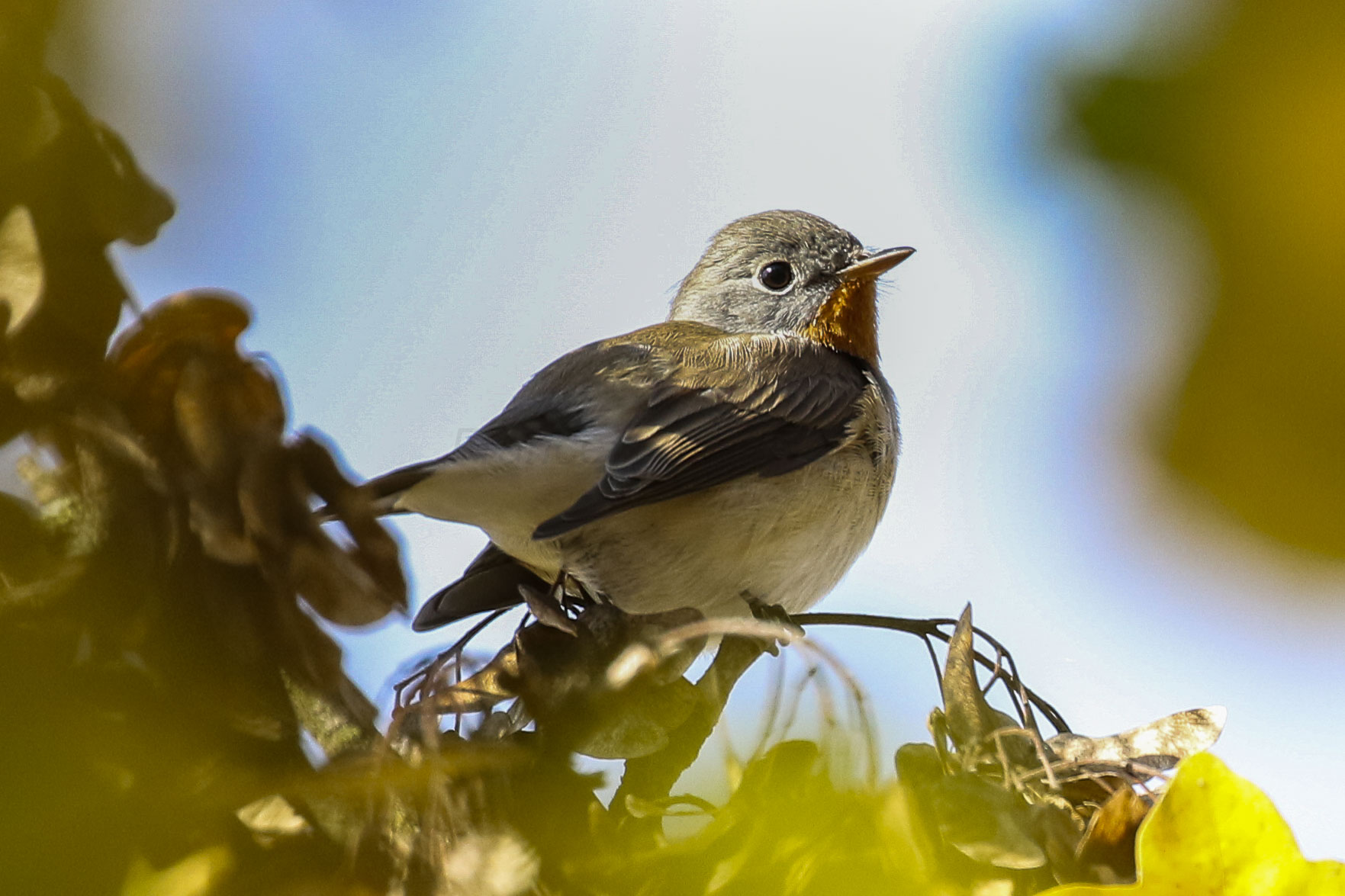
Hane mindre flugsnappare i Italien.

Länge behandlades tajgaflugsnappare som underart till mindre flugsnappare, men studier visar på skillnader i morfologi, läte, genetisk data och delvis sympatrisk utbredning. Arten står heller inte mindre flugsnappare närmast, vilket istället kashmirflugsnapparen gör. Idag behandlas mindre flugsnasppare som monotypisk, det vill säga att den inte delas in i några underarter.

### Förekomst i Sverige
Mindre flugsnappare är en relativt ny medlem av den svenska häckfågelfaunan. Första häckningen i Sverige konstaterades 1944 i Småland. Sedan dess förekommer den regelbundet men sällsynt som häckfågel i stora delar av Götaland och Svealand och även lokalt i Norrlands kustland.

## Ekologi

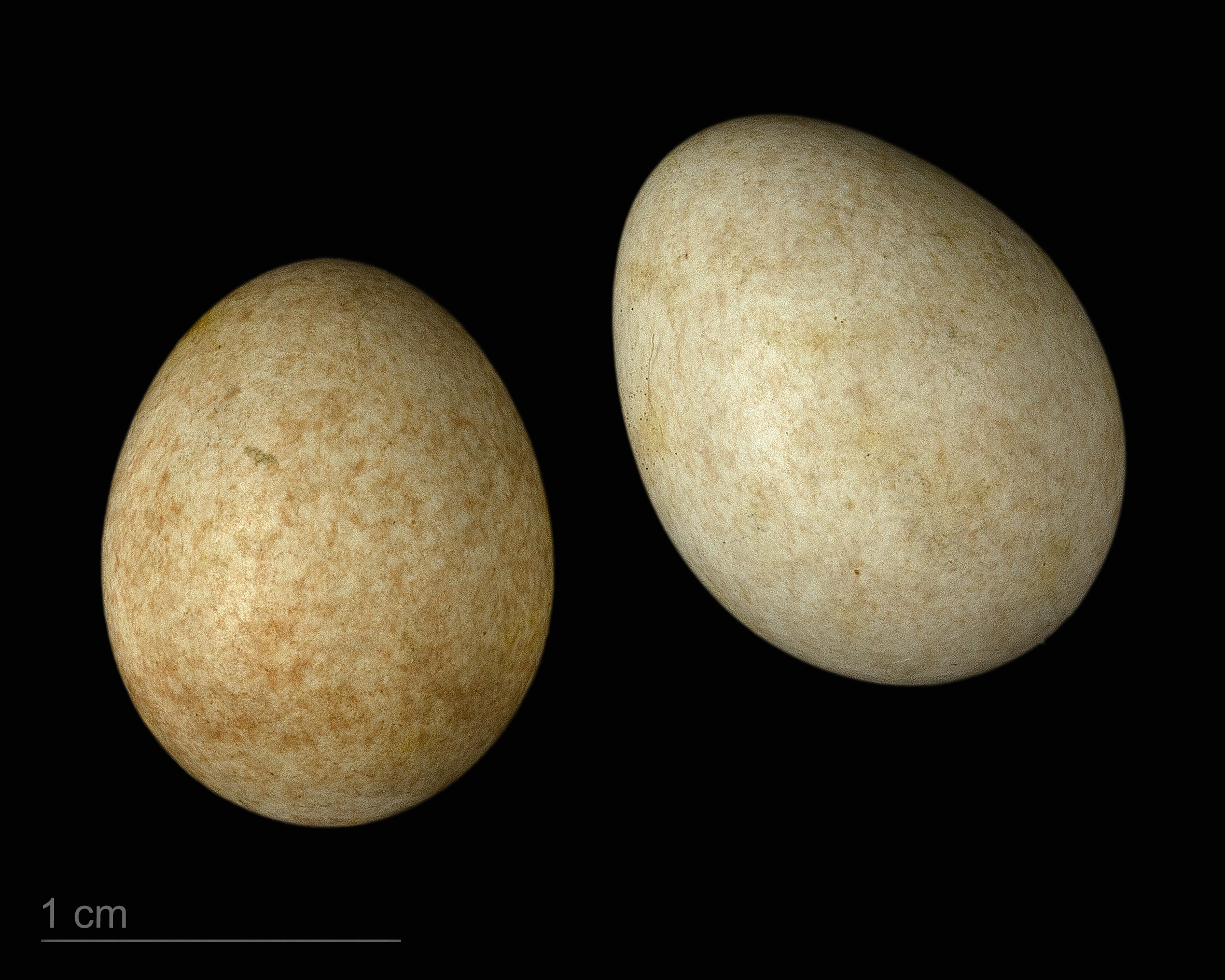
Ficedula parva

Mindre flugsnappare trivs i olika miljöer, men mest i frodiga, täta skogspartier med rik undervegetation, gärna med en bäck i närheten. Den föredrar lövskog men trivs även i skogar med barrinslag. Fågeln är lätt att förbise eftersom perioden på året då den sjunger är kort. Boet placeras i håligheter i lövträd. Den lägger i genomsnitt fem till sex ägg, men kullar med fyra till sju ägg förekommer, som ruvas av honan i tolv till 13 dagar. Ungarna tas om hand av båda föräldrarna och blir flygga efter tolv till 13 dagar. Mindre flugsnapparen livnär sig av insekter.

## Status
Den mindre flugsnapparen har ett mycket stort globalt utbredningsområde och tros öka i antal. Utifrån dessa kriterier kategoriseras arten globalt som livskraftig (LC) av internationella naturvårdsunionen IUCN. I Europa tros det häcka 3 290 000–5 090 000 par, vilket i stort sett är synonymt med världspopulationen eftersom Europa tros utgöra minst 95 % av dess utbredningsområde. Observationer i bland annat Tyskland och Sverige tyder på att arten har utvidgat sitt häckningsområde mot väster och norr under de senaste 50 åren.

### Status i Sverige
Sverige utgör den nordvästra gränsen för den mindre flugsnapparens utbredningsområde. Den tros dock öka i antal. Idag uppskattas det svenska beståndet till mellan 2 800 och 4 000 könsmogna individer. I 2000 års upplaga av Artdatabankens rödlista kategoriserades den som sårbar, 2005 och 2010 som nära hotad. Från 2015 har den nedgraderats till den lägsta hotnivån livskraftig och är inte längre upptagen på rödlistan.

## Namn
Arten har tidigare kallats liten flugsnappare på svenska. Mindre flugsnapparens vetenskapliga artnamn parva är latin för just "liten".